# Kabarnet
Kabarnet är huvudort i distriktet Baringo i provinsen Rift Valley i Kenya. År 2019 hade staden 22 474 invånare.